# Њу Конгстаун (Пенсилванија)
Њу Конгстаун (енгл. New Kingstown) насељено је место без административног статуса у америчкој савезној држави Пенсилванија.

## Демографија
По попису из 2010. године број становника је 495, што је 44 (-8,2%) становника мање него 2000. године.
| Група             | 2000.       | 2010.       |
| Белци             | 499 (92,6%) | 445 (89,9%) |
| Афроамериканци    | 2 (0,4%)    | 14 (2,8%)   |
| Азијати           | 8 (1,5%)    | 12 (2,4%)   |
| Хиспаноамериканци | 14 (2,6%)   | 12 (2,4%)   |
| Укупно            | 539         | 495         |